# كوراييم
كوراييم (بالفارسية: کوراییم) هي منطقة سكنية تقع في إيران في Kuraim District. يقدر عدد سكانها بـ 781 نسمة .